# Peligrosamente juntos (película)
Peligrosamente juntos (Legal eagles) es una película estadounidense de 1986, del género comedia, acción y policial, dirigida por Ivan Reitman y protagonizada por Robert Redford, Debra Winger, Daryl Hannah, Brian Dennehy, Terence Stamp y Steven Hill.

## Argumento
Una niña (Daryl Hannah) presencia cómo muere su padre, un famoso artista pintor, en un incendio. Años más tarde se entera de que uno de sus cuadros más valiosos no desapareció en el incendio e intenta recuperarlo.
Con la ayuda de dos abogados (Robert Redford y Debra Winger) hará por recuperar el cuadro.

## Reparto
| Actor               | Personaje                      | Notas                         |
| ------------------- | ------------------------------ | ----------------------------- |
| Robert Redford      | Tom Logan                      |                               |
| Debra Winger        | Laura Kelly                    |                               |
| Daryl Hannah        | Chelsea Deardon                |                               |
| Brian Dennehy       | C. J. Cavanaugh / Joseph Brock |                               |
| Terence Stamp       | Victor Taft                    |                               |
| Steven Hill         | Bower                          |                               |
| Christine Baranski  | Carol Freeman                  |                               |
| Roscoe Lee Browne   | Juez Dawkins                   |                               |
| David Clennon       | Blanchard                      |                               |
| John McMartin       | Forrester                      |                               |
| Robert Curtis Brown | Roger                          |                               |
| Grant Heslov        | Usher                          |                               |
| Sara Botsford       | Barbara                        |                               |
| Jennifer Dundas     | Jennifer Logan                 | Acreditado como Jennie Dundas |
| David Hart          | Marchek                        |                               |
| James Hurdle        | Sebastian Dearden              |                               |
| Gary Howard Klar    | Hit Man                        | Acreditado como Gary Klar     |
| Christian Clemenson | Empleado                       |                               |
| Bruce French        | Reportero                      |                               |
| Lynn Hamilton       | Doreen                         |                               |
| Brian Doyle-Murray  | Shaw                           |                               |
| Burke Byrnes        | Segundo policía                |                               |

## Temas de la música
| Pista | Título            | Intérprete   |
| ----- | ----------------- | ------------ |
| 1     | Love touch        | Rod Stewart  |
| 2     | Put out the fire  | Daryl Hannah |
| 3     | Good loving       | The Rascals  |
| 4     | Magic carpet ride | Steppenwolf  |